# Cattedrale vecchia di Baeza
La cattedrale della Nascita di nostra Signora (in spagnolo: catedral de la Natividad de nuestra Señora) è il principale luogo di culto del comune di Baeza, in Spagna.

## Storia
Eretta laddove sorgeva l'antica moschea (e in precedenza un tempio romano), fu consacrata nel 1147 e intitolata a sant'Isidoro l'Agricoltore. Dopo la nuova occupazione musulmana, tornò ad essere cattedrale nel 1227, con l'intitolazione attuale. Il tempio viene profondamente rimaneggiato durante i successivi secoli. La cattedra del vescovo fu successivamente spostata a Jaén.

## Arte

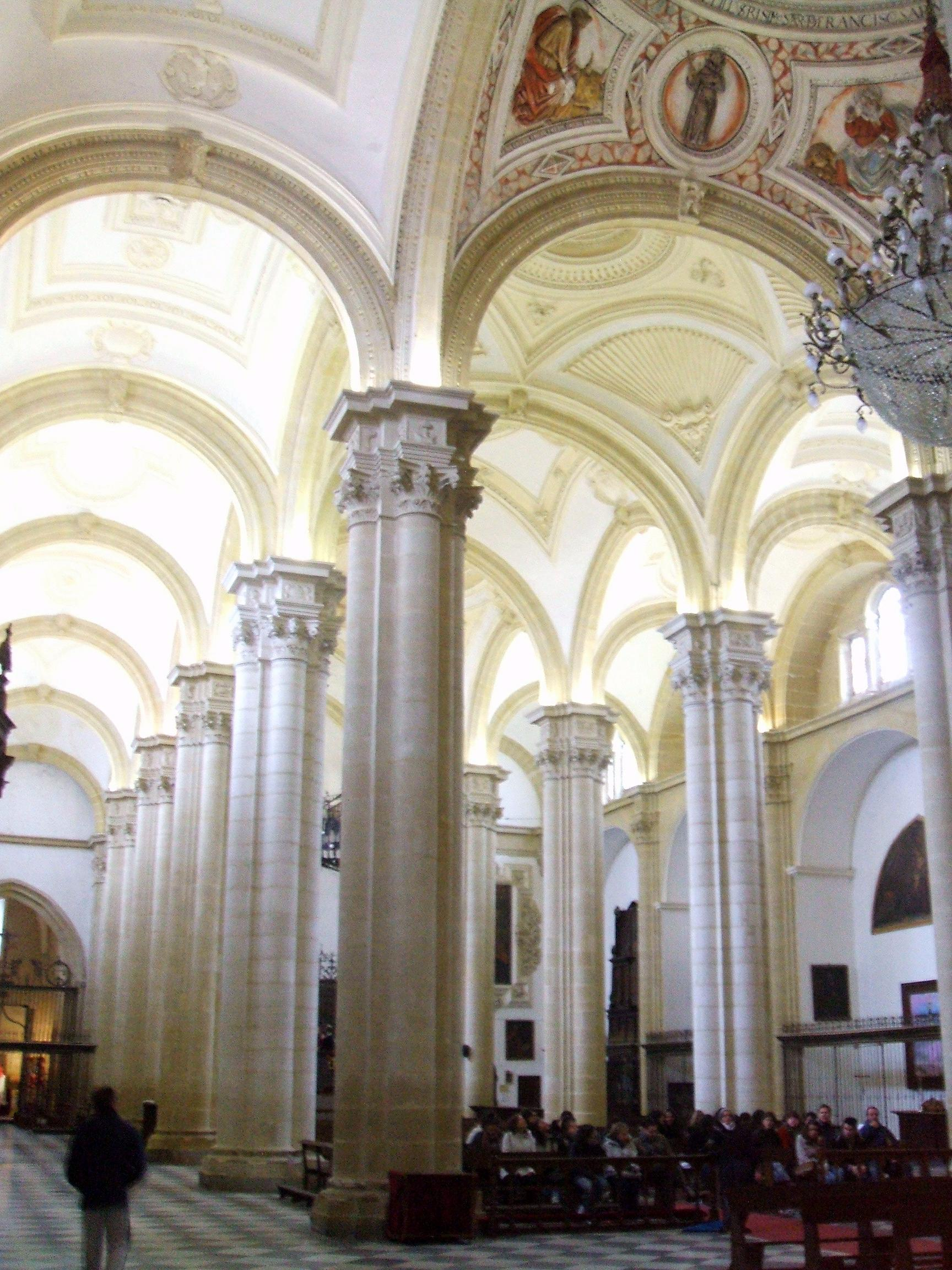
Navata

L'edificio presenta tre navate. I pilastri orientali della crociera rinascimentale sostengono la cupola principale e sono decorati in stile classico, con cariatidi.